# Gustaf (film)
Gustaf (engelska: Garfield), är en amerikansk film från 2004.

## Handling
Den väldigt lata katten Gustaf lever ett bekvämt liv som till största delen består av sovande och ätande. En dag skaffar sig ägaren Jon ännu ett husdjur, hunden Ådi, vilket ändrar en hel del saker för mer än en. När en dag Ådi kidnappas känner Gustaf skuld för att han har låtit detta hända och bestämmer sig för att försöka hitta honom igen.

## Rollista (i urval)
| Karaktär          | Skådespelare              | Svensk röst     |
| ----------------- | ------------------------- | --------------- |
| Jon Arbuckle      | Breckin Meyer             | Andreas Wilson  |
| Dr. Liz Wilson    | Jennifer Love Hewitt      | Tuva Novotny    |
| Happy Chapman     | Stephen Tobolowsky        | Jan Modin       |
| Wendell           | Evan Arnold               | Dick Eriksson   |
| Christopher Mello | Mark Christopher Lawrence | Lars Dejert     |
| Mrs. Baker        | Eve Brent                 | Ewa Fröling     |
| Gustaf            | Bill Murray (röst)        | Claes Malmberg  |
| Putte Perser      | Alan Cumming (röst)       | Johan Lindell   |
| Ludde             | Nick Cannon (röst)        | Karl Dyall      |
| Nermal            | David Eigenberg (röst)    | Fredrik Lycke   |
| Lukas             | Brad Garrett (röst)       | Göran Berlander |
| Arlene            | Debra Messing (röst)      | Sharon Dyall    |

## Om filmen
- Filmen är baserad på seriefiguren med samma namn av Jim Davis, och filmen är regisserad av Peter Hewitt. För filmen skapades figuren Gustaf med animering av datorer.
- Bill Murray har berättat, att han gick med på att göra rösten till Gustaf eftersom han felaktigt förknippade manusförfattaren Joel Cohen med Joel Coen när han såg namnet på manuset. Men den andra manusförfattaren; Alec Sokolow, har sagt att Murrays påstående är fel eftersom Murray hade, enligt Sokolow, träffat Joel Cohen när filmens produktion började. Och att Murray ända sen början hade varit med på att göra rösten till Gustaf.